# Newry (Maine)
Newry és una població dels Estats Units a l'estat de Maine (EUA). Segons el cens del 2000 tenia 344 habitants.

## Demografia
Segons el cens del 2000, Newry tenia 344 habitants, 142 habitatges, i 90 famílies. La densitat de població era de 2,2 habitants/km².
Dels 142 habitatges en un 30,3% hi vivien nens de menys de 18 anys, en un 50% hi vivien parelles casades, en un 5,6% dones solteres, i en un 36,6% no eren unitats familiars. En el 23,9% dels habitatges hi vivien persones soles el 4,9% de les quals corresponia a persones de 65 anys o més que vivien soles. El nombre mitjà de persones vivint en cada habitatge era de 2,42 i el nombre mitjà de persones que vivien en cada família era de 2,96.
Per edats la població es repartia de la següent manera: un 25% tenia menys de 18 anys, un 7,8% entre 18 i 24, un 25,9% entre 25 i 44, un 30,5% de 45 a 60 i un 10,8% 65 anys o més.
L'edat mediana era de 41 anys. Per cada 100 dones de 18 o més anys hi havia 111,5 homes.
La renda mediana per habitatge era de 42.321 $ i la renda mediana per família de 51.250 $. Els homes tenien una renda mediana de 37.500 $ mentre que les dones 19.625 $. La renda per capita de la població era de 21.982 $. Entorn del 3,8% de les famílies i el 5% de la població estaven per davall del llindar de pobresa.